# Microsoft Outlook
Microsoft Outlook er en e-mailklient lavet af Microsoft og er en del af Microsoft Office-systempakker.
Outlook har mange forskellige funktioner herunder Kalender, Notater, Journaler og Adressekartotek, selvom det ofte bruges alene, er det designet til at arbejde sammen med Microsoft Exchange Server, hvilket skaber en række fordele for firmaer.

## Versioner
Microsoft Outlook har været produceret i stribevis af år som vist nedenfor i tabellen:
| Outlook for MS-DOS                                        | Leveret med Exchange Server 5.5                                                                                        |
| Outlook for Windows 3.x                                   | Leveret med Exchange Server 5.5                                                                                        |
| Outlook for Macintosh                                     | Leveret med Exchange Server 5.5                                                                                        |
| Outlook 97 (version 8.0)                                  | Udgivet 16. januar 1997, Leveret med Exchange Server 5.5                                                               |
| Outlook 98 (version 8.5)                                  | Udgivet 21. juni 1998                                                                                                  |
| Outlook 2000 (version 9.0)                                | Udgivet 7. juni 1999, Leveret med Exchange Server 2000                                                                 |
| Outlook 2002 (version 10) medfølger i Microsoft Office XP | Udgivet 31. maj 2001                                                                                                   |
| Office Outlook 2003 (version 11)                          | Udgivet 21. oktober 2003, også leveret med Microsoft Exchange Server 2003                                              |
| Office Outlook 2007 (version 12)                          | Udgivet 30. november 2006, leveret med Microsoft Office 2007-systempakker: Basic, Standard, Professional og Enterprise |

## Outlook Express
Microsoft Outlook har siden Office 2000, fået en mere og mere prominent rolle og prøvet at overtage markedet fra den gratis Outlook Express som følger med Internet Explorer indtil Internet Explorer v. 7
Herunder ændrede Hotmail deres krav til email klienter, så Outlook Express ikke længere blev accepteret når man prøvede at hente sine Email. Brugere var derved tvunget til at skifte til brugen af Microsoft Outlook.
Outlook Express blev med udgivelsen af Windows Vista udskiftet med Windows Mail. I Windows 7 vil Windows Live så blive erstattet af Windows Live Mail, og det vil ikke følge med installationen, men skal hentes efter eget initiativ.